# Ángel caído

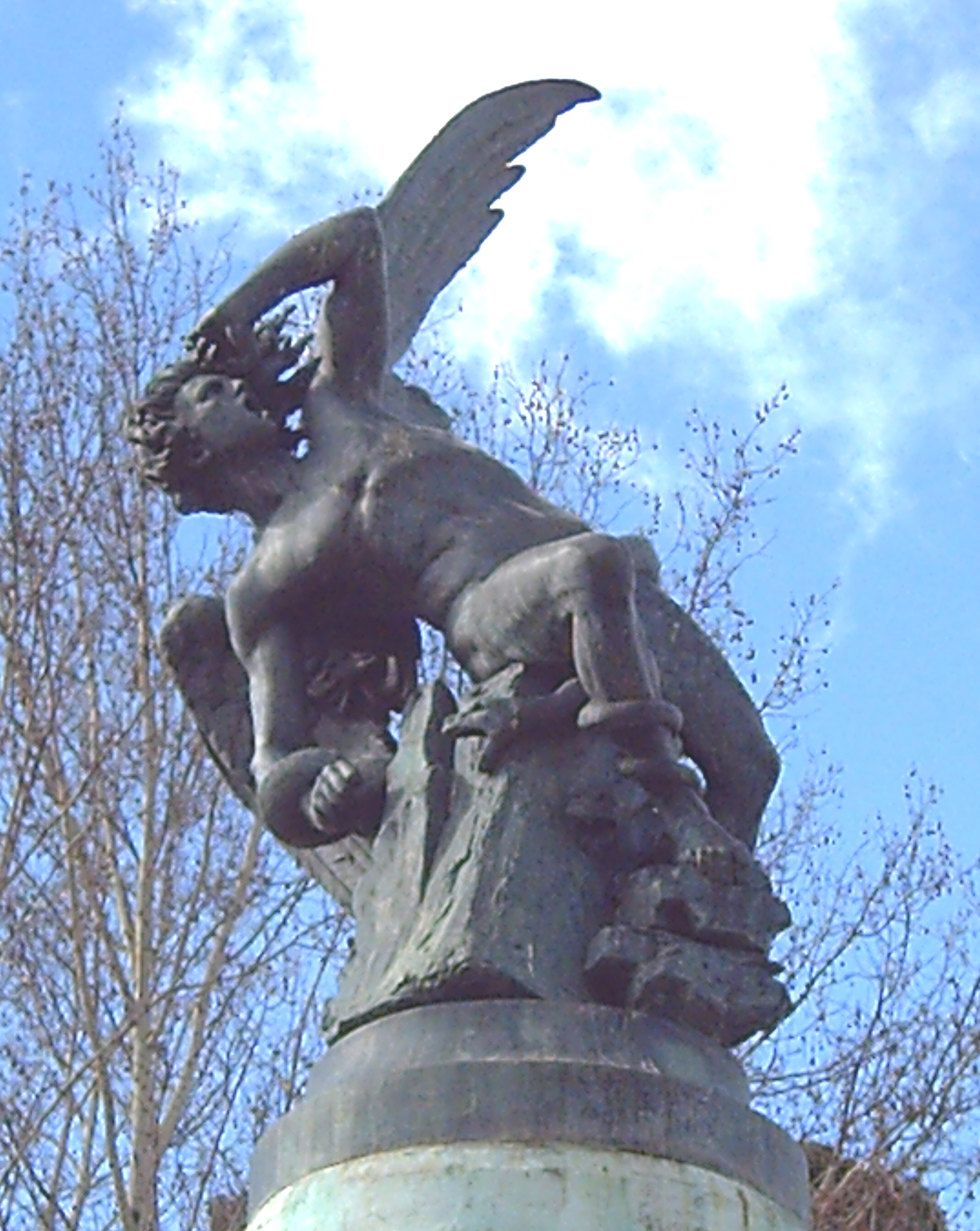
El Ángel Caído (R. Bellver, 1877), en Madrid (España).

En el cristianismo, un ángel caído es un ángel que ha sido expulsado del Cielo por rebelarse contra Dios.
Según esta tradición, son ángeles caídos:
- Mefistófeles
- Semyazza
- Azazel

## Lucifer, el ángel caído

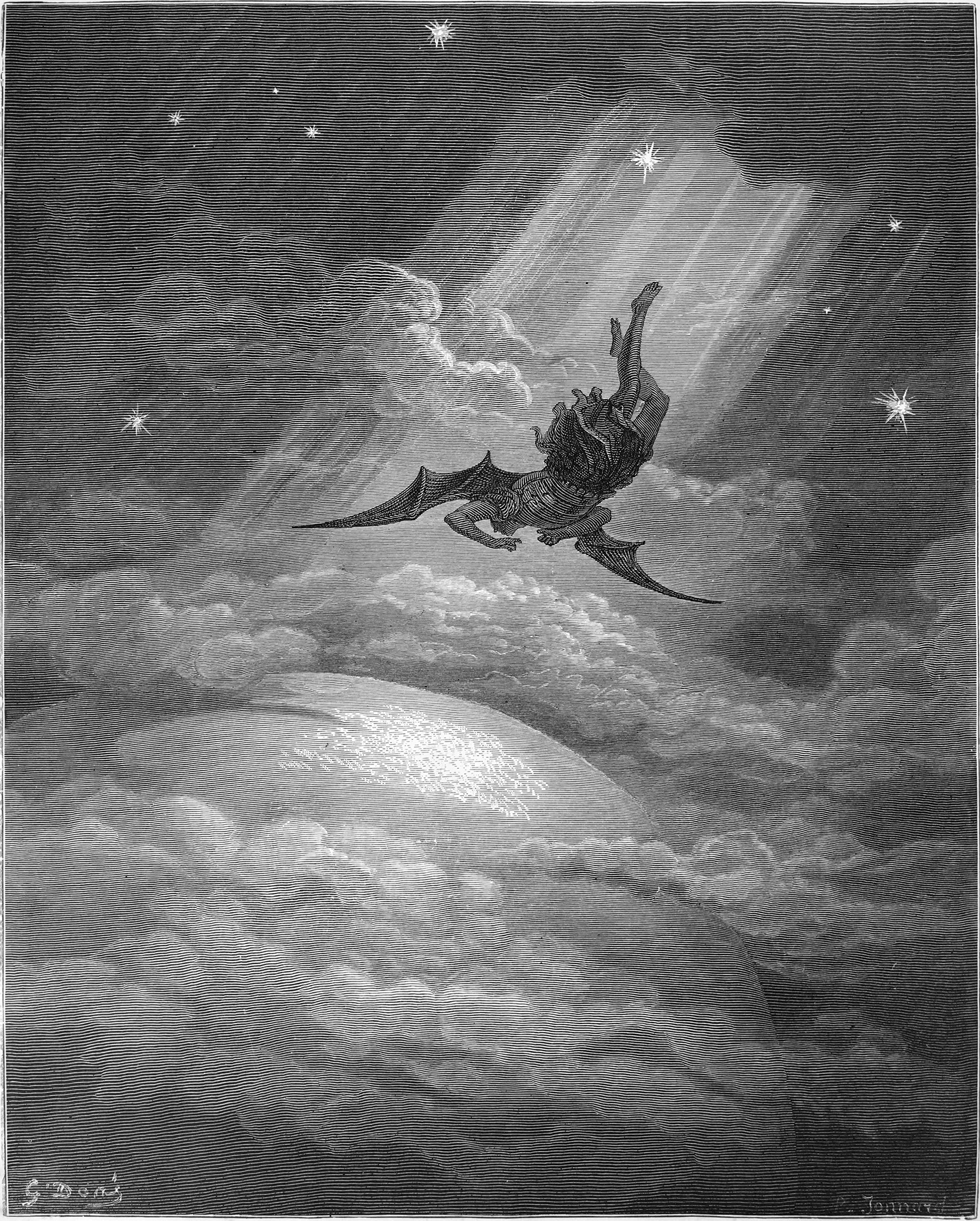
Esta ilustración de Gustave Doré, de 1866, muestra La caída de Lucifer. Inspirado en el poema de John Milton, "El paraíso perdido".

### Etimología
El término traducido como "Lucifer" significa, "Brillante", "Portador de la luz". Pero desde que se puso en contra de Dios[cita requerida], se cree que se le cambió el nombre a Satanás o Satán, aunque este nombre significa "oponente", "opositor", "adversario", "acusador".[cita requerida]

### Relato en laBiblia
El libro del Génesis lo muestra como la serpiente que engaña a los humanos incitándolos a que no sigan los preceptos establecidos por el Creador, para poder así llegar a “ser como dioses”.
En el Antiguo Testamento, Satanás estaba en el ámbito terrestre, pues había perdido su condición de querubín celestial, pero podía retornar al cielo hasta la presencia de Dios. El libro de Job ilustra sobre esas visitas al cielo, y permite notar la actitud arrogante del Demonio:

Y dijo el Señor a Satán: ¿De dónde vienes tú? Y respondió Satán: He dado la vuelta por la tierra... (Job 1:7; 2:2)

Posteriormente, el profeta Zacarías muestra que el Demonio está en abierta oposición:

el sumo sacerdote Yosuá estaba en pie ante el ángel del Señor, y estaba Satanás a su derecha para oponérsele (Zac 3:1)

Mientras era vencido, el Diablo (Satanás - la Antigua Serpiente-) perdía ese privilegio de llegar hasta la presencia de Dios para oponerse y acusar a los humanos.
Finalmente en el Apocalipsis se relata que para confinarlo definitivamente en la tierra era indispensable el sacrificio de Jesús. Así en el capítulo 12, versículos 11 y 8 dice:

Lo determinante fue...la sangre del Cordero. Con su sacrificio en la cruz y su ascenso, cuando fue “arrebatado para Dios y su trono” (Ap 12:5), Cristo hizo que el Diablo y sus ángeles perdieran toda posibilidad de “llegar al cielo hasta la presencia del Señor”.

En el Capítulo 12 -versículos 9 y 11- el libro Apocalipsis indica que a causa “del sacrificio de Cristo y la fidelidad de sus seguidores”, se logró que el Diablo y los demás ángeles rebeldes fueran confinados a Tierra definitivamente, esta vez sin posibilidad de retorno: el versículo 8 dice  ...no quedó ya lugar en el cielo para ellos.
El Arcángel Miguel es el encargado de expulsar del cielo a Satanás y la parte de ángeles rebeldes que arrastró consigo (Ap. 12:7), por lo cual se lo reconoce como el Ángel Caído.
Los católicos en su catecismo, en el numeral 391 consideran que "El Diablo y los otros demonios fueron creados por Dios con una naturaleza buena, pero ellos se hicieron a sí mismos malos", y en el numeral 392 del mismo catecismo que "esta caída consiste en la elección libre de estos espíritus que rechazaron radical e irrevocablemente a Dios y a su Reino". Es decir que para los católicos, Lucifer se condenó a sí mismo eligiendo voluntariamente el mal, y las decisiones de los ángeles sean buenos o malos son irrevocables según el numeral 393 del mismo catecismo.

## Estatuas y esculturas dedicadas al Ángel Caído

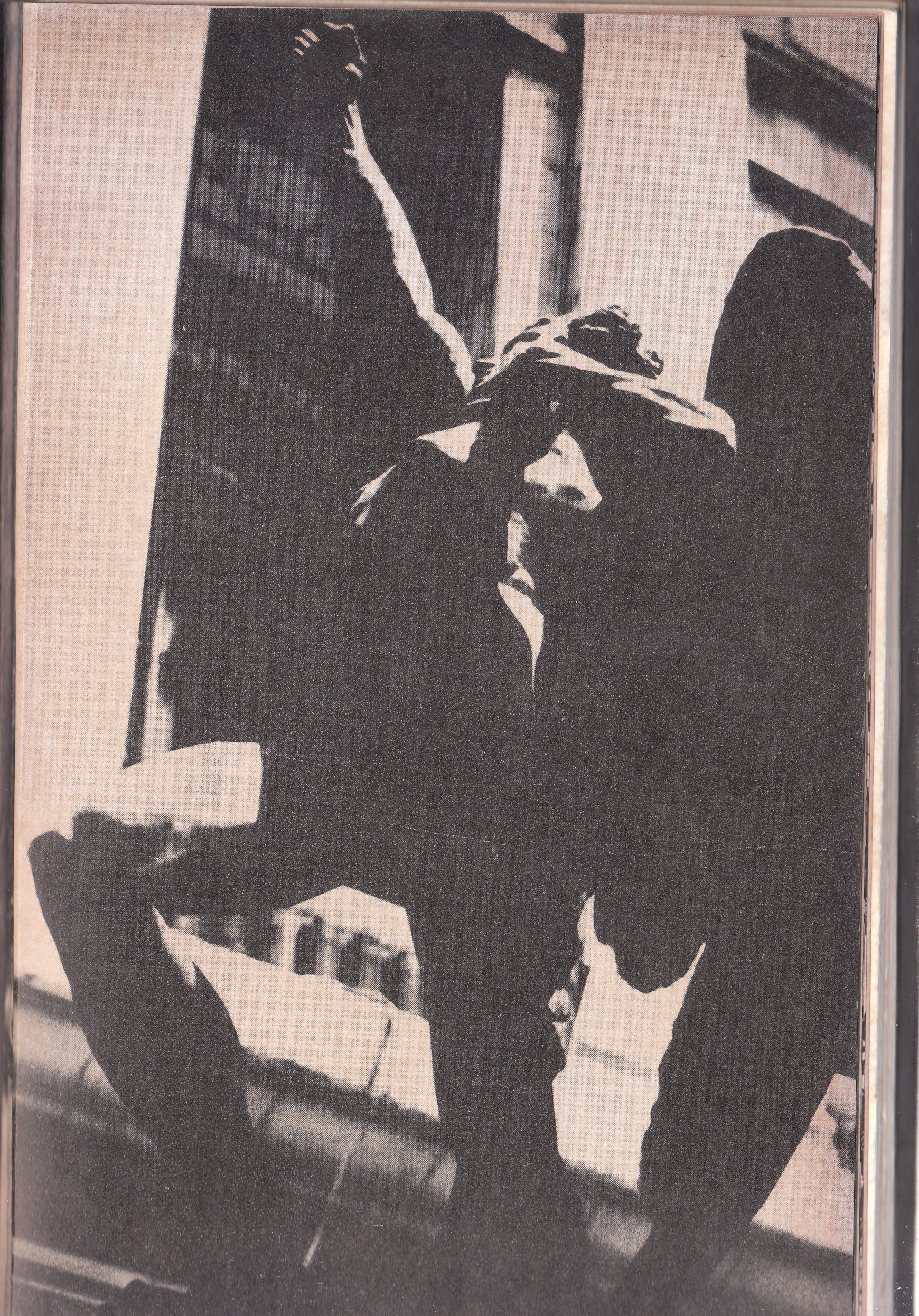
Estatua dedicada al Ángel Caído, Capitolio de La Habana.

- Fuente del Ángel Caído, en el Parque de El Retiro de Madrid se encuentra una de las pocas estatuas del mundo dedicadas al Ángel Caído.
- Monumento al Traforo del Frejus[3] que se encuentra en Turín (Italia).
- La Estatua del Ángel Rebelde, en uno de los jardines interiores del Capitolio de La Habana, Cuba.[4][5]
- La escultura El poder brutal, que también suele ser denominada El Diablo de Tandapi por su ubicación en el poblado homónimo de Tandapi.
- La escultura de Lucifer en la catedral de Arequipa, en Perú. Representa al Ángel Caído siendo aplastado por el púlpito, en representación de su derrota. Fue encargada a Francia en 1879 por encargo de una dama arequipeña, doña Javiera Lizárraga de Álvarez Comparet, quien dejó en su testamento realizar la obra como parte de su devoción y fe.